# Сэмпсон, Холли
Холли Джой Сэмпсон (англ. Holly Joy Sampson, род. 4 сентября 1973, Прескотт, Аризона), также известная как Николетт Фостер, Андреа Майклс или Зои, — американская актриса и модель, которая на протяжении своей карьеры снималась как в популярных, так и в порнографических фильмах. Она известна своими появлениями в нескольких телешоу и появлением в комедийно-драматическом художественном фильме 1990 года «Врубай на полную катушку». Она также известна тем, что сыграла главную роль в серии фильмов «Эммануэль» 2000 года.

## Ранние годы
Сэмпсон родилась в Прескотте, штат Аризона, США.

## Карьера
Уже будучи подростком, Сэмпсон стала играть в популярных фильмах, в частности в эпизоде «Летняя песня» ("Чудесные годы" Фреда Сэвиджа, 1989) и по одному эпизоду в фильмах: «Два моих папы», «Красавица и Чудовище» и «Мэтлок», а также в фильме «Врубай на полную катушку». Она снялась в фильме «Жёны других мужчин» (1996) и сыграла второстепенную роль в телефильме 1998 года «Джиа».
Сэмпсон по-прежнему играла нечастые мейнстримные роли, в первую очередь роль учительницы в подростковой комедии «Pretty Cool» (2001). Она начала свою карьеру в порноиндустрии, снявшись в нескольких хардкорных фильмах в 1998 году под псевдонимами «Николетт» и «Зои», но быстро покинула эту сторону индустрии, чтобы сниматься в эротических (софткорных) фильмах. Её заслуги в этот эротический период (2000—2003) включают эротические телешоу, такие как «Истории леди Чаттерли», «Вуайерист», «Острые ощущения», «Лучший секс на свете» и «Сказки на ночь». Она также снялась в ряде полнометражных эротических фильмов (под именем Холли Сэмпсон) и нехардкорных фетиш-видео (под псевдонимом Николетт Фостер). В 2008 году Сэмпсон вернулась к хардкорной нефетишистской стороне фильмов для взрослых под именем Холли Сэмпсон.

## Личная жизнь
В декабре 2009 года Сэмпсон была одной из нескольких женщин, причастных к супружеской неверности профессионального игрока в гольф Тайгера Вудса. Она заявила в видео на сайте для взрослых, что занималась с ним сексом на его мальчишнике. Позже она заявила, что у неё не было романа с Вудсом, пока он был женат.